# Базарґах (Талеш)
Базарґах (перс. بازارگاه) — село в Ірані, у дегестані Хавік, у бахші Хавік, шагрестані Талеш остану Ґілян. За даними перепису 2006 року, його населення становило 17 осіб, що проживали у складі 4 сімей.

## Клімат
Середня річна температура становить 12,20 °C, середня максимальна – 31,66 °C, а середня мінімальна – -10,18 °C. Середня річна кількість опадів – 219 мм.
| Клімат поселення                              | Клімат поселення | Клімат поселення | Клімат поселення | Клімат поселення | Клімат поселення | Клімат поселення | Клімат поселення | Клімат поселення | Клімат поселення | Клімат поселення | Клімат поселення | Клімат поселення | Клімат поселення |
| Показник                                      | Січ.             | Лют.             | Бер.             | Квіт.            | Трав.            | Черв.            | Лип.             | Серп.            | Вер.             | Жовт.            | Лист.            | Груд.            |                  |
| Середній максимум, °C                         | 8,23             | 10,66            | 14,94            | 20,36            | 25,80            | 30,86            | 31,66            | 30,88            | 26,48            | 20,69            | 14,43            | 9,38             |                  |
| Середня температура, °C                       | −0,98            | 1,44             | 5,72             | 11,14            | 16,58            | 21,64            | 24,54            | 23,76            | 19,37            | 13,57            | 7,32             | 2,25             |                  |
| Середній мінімум, °C                          | −10,18           | −7,78            | −3,48            | 1,93             | 7,36             | 12,42            | 17,42            | 16,65            | 12,24            | 6,45             | 0,19             | −4,85            |                  |
| Норма опадів, мм                              | 34               | 34               | 45               | 21               | 12               | 1                | 2                | 2                | 0                | 6                | 19               | 43               |                  |
| Середньомісячна швидкість вітру, м/с          | 1.40             | 2.06             | 2.58             | 2.80             | 2.66             | 2.39             | 2.17             | 1.97             | 1.85             | 1.55             | 1.57             | 1.32             |                  |
| Середньомісячна сонячна радіація, кДж/м²·день | 11425            | 14387            | 17469            | 19873            | 23531            | 26337            | 25565            | 24432            | 22354            | 18032            | 13148            | 11007            |                  |
| --------------------------------------------- | ---------------- | ---------------- | ---------------- | ---------------- | ---------------- | ---------------- | ---------------- | ---------------- | ---------------- | ---------------- | ---------------- | ---------------- | ---------------- |
| Джерело:                                      |                  |                  |                  |                  |                  |                  |                  |                  |                  |                  |                  |                  |                  |